# Глезил
Глезил (фр. Glaizil) насеље је и општина у Француској у региону Прованса-Алпи-Азурна обала, у департману Горњи Алпи која припада префектури Гап.
По подацима из 2011. године у општини је живело 185 становника, а густина насељености је износила 8,44 становника/km². Општина се простире на површини од 21,93 km². Налази се на средњој надморској висини од 862 метара (максималној 2.570 m, а минималној 774 m).

## Демографија
| 1962. | 1968. | 1975. | 1982. | 1990. | 1999. | 2011. |
| ----- | ----- | ----- | ----- | ----- | ----- | ----- |
| 115   | 155   | 168   | 175   | 169   | 179   | 185   |

График промене броја становника у току последњих година